# Lanškroun
Lanškroun település Csehországban, az Ústí nad Orlicí-i járásban. Lanškroun Rudoltice, Horní Třešňovec, Horní Čermná, Žichlínek, Ostrov, Luková, Albrechtice és Sázava településekkel határos. Lakosainak száma 9849 fő (2024. január 1.).

## Népesség
A település lakosságának változását az alábbi diagram mutatja:
| Lakosok száma | 5590 | 6511 | 7241 | 6021 | 9593 | 9990 | 9994 | 9991 | 9326 | 9849 |
|               | 1869 | 1890 | 1921 | 1950 | 1980 | 2001 | 2017 | 2019 | 2022 | 2024 |